# Dillpion
Dillpion (Paeonia tenuifolia) är en art i familjen pionväxter som förekommer naturligt i östra Europa till norra Balkan, Krim och Kaukasus. Arten är en lättodlad trädgårdsväxt men förväxlas ofta med den större herrgårdspionen (P. × hybrida).
Ibland särskiljs en underart (subsp. biebersteiniana) som är större än normalt och har bredare delblad. Denna är mycket lik herrgårdspion.

## Sorter
- 'Plena' (syn. 'Flore Pleno') - är fylldblommig.
- 'Rosea' - har enkla ljust rosa blommor.

## Synonymer
För vetenskapliga synonymer, se Wikispecies.

### Webbkällor
- Svensk Kulturväxtdatabas